# Bulbophyllum woelfliae
Bulbophyllum woelfliae é uma espécie de orquídea (família Orchidaceae) pertencente ao gênero Bulbophyllum. Foi descrita por Garay, Senghas e K.Lemcke em 1996.